# Peloribates serratoseta
Peloribates serratoseta är en kvalsterart som först beskrevs av Ewing 1907.  Peloribates serratoseta ingår i släktet Peloribates och familjen Haplozetidae. Inga underarter finns listade i Catalogue of Life.